# Afghanistan ai Giochi della XX Olimpiade
L'Afghanistan partecipò alle XX Olimpiadi, svoltesi a Monaco di Baviera dal 26 agosto all'11 settembre 1972, con una delegazione di 8 atleti, tutti lottatori. Il portabandiera fu Ghulam Dastagir. Non fu conquistata nessuna medaglia